# Климовское сельское поселение (Архангельская область)
Климовское сельское поселе́ние или муниципальное образование «Климовское» — муниципальное образование  со статусом сельского поселения в Коношском муниципальном районе Архангельской области. 
Соответствует административно-территориальной единице в Коношском районе — Климовский сельсовет.
Административный центр — деревня Климовская.

## География
Климовское сельское поселение находится на западе Коношского муниципального района. На территории поселения выделяются реки: Нива, Большая Чужга, Доровичка,Святица, Волошка (бассейн Северной Двины) и Ковжа (бассейн Онеги).

## История
Муниципальное образование было образовано в 2006 году.
В XVII веке территория Клёновской и Ротковской волостей относилась к Чарондской округе, с XVIII века — в Кирилловском уезде Новгородской губернии.
Традиционно День Ротковца отмечается 14 августа.

## Население
| 2005 | 2010 | 2011 | 2012 | 2013 | 2014 | 2015 | 2016 | 2017 |
| ---- | ---- | ---- | ---- | ---- | ---- | ---- | ---- | ---- |
| 557  | ↘498 | ↘497 | ↘478 | ↘448 | ↘435 | ↘425 | ↘401 | ↘389 |
| 2018 | 2019 | 2020 | 2021 | 2023 |      |      |      |      |
| ↘374 | ↘356 | ↘340 | ↗375 | ↘358 |      |      |      |      |

## Состав сельского поселения
В состав сельского поселения входят 32 населённых пункта.
| №  | Населённый пункт | Тип населённого пункта          | Население |
| -- | ---------------- | ------------------------------- | --------- |
| 1  | Ануфриево        | деревня                         | ↘54       |
| 2  | Бобровская       | деревня                         | ↘11       |
| 3  | Большое Заволжье | деревня                         | →7        |
| 4  | Вершинино        | деревня                         | ↘40       |
| 5  | Вольская         | деревня                         | →3        |
| 6  | Гавриловская     | деревня                         | →22       |
| 7  | Гора             | деревня                         | →3        |
| 8  | Дубровка         | деревня                         | →0        |
| 9  | Дуплиха          | деревня                         | →25       |
| 10 | Жуковская        | деревня                         | →0        |
| 11 | Заважерец        | деревня                         | ↘12       |
| 12 | Занива           | деревня                         | →0        |
| 13 | Заозерье         | деревня                         | →0        |
| 14 | Кеменцево        | деревня                         | →7        |
| 15 | Кивика           | деревня                         | →2        |
| 16 | Климовская       | деревня, административный центр | ↘237      |
| 17 | Малое Заволжье   | деревня                         | →0        |
| 18 | Малышкино        | деревня                         | →7        |
| 19 | Мишкова          | деревня                         | →1        |
| 20 | Мокеевская       | деревня                         | →0        |
| 21 | Назаровская      | деревня                         | →1        |
| 22 | Овинчатово       | деревня                         | →0        |
| 23 | Пешково          | деревня                         | →2        |
| 24 | Плосково         | деревня                         | →4        |
| 25 | Площадь          | деревня                         | ↘9        |
| 26 | Пожарище         | деревня                         | →5        |
| 27 | Поздеевская      | деревня                         | →0        |
| 28 | Поповка          | деревня                         | →5        |
| 29 | Порядинская      | деревня                         | ↘11       |
| 30 | Устиновская      | деревня                         | →0        |
| 31 | Шеинская         | деревня                         | →0        |
| 32 | Юшковская        | деревня                         | ↘10       |

### Карты
- Климовское поселение на карте Wikimapia Архивная копия от 22 июня 2007 на Wayback Machine
- [web.archive.org/web/20070627084134/mapp37.narod.ru/map1/index117.html Топографическая карта P-37-117,118_ Коноша]
- [web.archive.org/web/20070705143110/mapp37.narod.ru/map1/index113.html Топографическая карта P-37-113,114_ Совза]
- [web.archive.org/web/20070823032341/mapp37.narod.ru/map1/index115.html Топографическая карта P-37-115,116_ Климовская]